# Zoller Attila
Zoller Attila (Visegrád, 1927. június 13. – Townshend, 1998. január 25.) magyar dzsesszgitáros, filmzeneszerző.

## Életpályája
1931-ben kapta első hegedűleckéjét édesapjától. 1936-tól trombitaleckéket vett. 1941-től a visegrádi zenekar trombitása volt. 1945-től gitározni tanult. 1946–1948 között Tabányi Mihály zenekarában gitározott. 1948-ban Ausztriába emigrált. Ausztriában megismerkedett Vera Auer harmónikással. Zenei kapcsolatuk hét évig tartott. 1950-ben Németországba költözött. 1950–1951 között „Osztrák jazz-népszavazás" a gitárosok között első helyezést ért el. 1953–1954 között Frankfurt am Main-ban dolgozott. 1955 nyarán Kölnben két szólóját vették fel. 1956-ban egy három hetes amerikai turnén vett részt. 1958–1959 között volt második és harmadik amerikai turnéja. 1959-ben az USA-ba költözött. 1964-ben Szabó Gábor gitárossal első helyezést ért el egy népszerűségi versenyen. 1966–1967 között érte el pályája csúcsát: több lemezfelvétel, több koncert résztvevője volt. 1966-ban osztrák állampolgárként jött vissza Magyarországra. 1967-ben Benny Goodman zenekarában játszott. 1972. június 3-án a Magyar Rádió közreműködésével magyar színpadon lépett fel Székesfehérváron. 1974–1975 között is szerepelt magyar színpadon (Nagykanizsa). 1975-ben iskolát alapított. 1976–1983 között a LaBella gyártási szaktanácsadója volt. Az 1980-as években Európa több országában koncertezett. 1997. december 6-án Visegrádon lépett fel.

## Családja
Szülei: Zoller József zenetanár és karmester valamint Nieberl Erzsébet énekes-zongorista volt. 1959-ben, Németországban megismerkedett Helen Gottenberggel. 1960. februárjában összeházasodtak.
| - Jazz und Lyrik (Philips, 1964) - Zo-Ko-So (Hans Koller, Martial Solal) (Saba, 1965) - Gypsy Cry (Embryo, 1970) - Dream Bells (Enja, 1976) - Common Cause (Enja, 1979) - The K&K 3 in New York (L+R, 1980) - Jim and I (Jimmy Raney) (L&R, 1980) - Jim and I Live (Jimmy Raney) (L+R, 1981) - Conjunction (Enja, 1989) - Memories of Pannonia (Enja, 1986) - Overcome (Enja, 1988) - When It's Time (Enja, 1995) - Thingin' (Don Friedman, Lee Konitz) (Hatology, 1996) - Jazz Soundtracks (Sonorama, 2013) | - Don Friedman-nel - Dreams and Explorations (Riverside, 1964) - Metamorphosis (Prestige, 1966) - Herbie Mann-nel - Herbie Mann Live at Newport (Atlantic, 1963) - My Kinda Groove (Atlantic, 1964) - Our Mann Flute (Atlantic, 1966) - Impressions of the Middle East (Atlantic, 1966) - Monday Night at the Village Gate (1966) - The Beat Goes On (Atlantic, 1967) - Dave Pike-kal - Manhattan Latin (Decca, 1964) - Shirley Scott-tal - Roll 'Em: Shirley Scott Plays the Big Bands (Impulse!, 1966) - Cal Tjader-rel - Soul Burst (Verve, 1966) - Másokkal - 1960 First Bass (Oscar Pettiford) - 1960 Swing, Swing, Swing (Benny Goodman) - 1970 Tony Scott (Tony Scott) - 1992 From Newport to Nice (Lee Konitz) |

## Filmjei
- NDR Jazz Workshops (1958-1962)
- Black and White (1962)
- Das Brot der frühen Jahre (1962)
- Katz und Maus (1967)
- Tamara (1968)
- Hänsel und Gretel verliefen sich im Wald (1970)
- Zoller Attila Budapesten (1990)

## Díjai
- New Englandi Művészeti Alapítvány Életműdíja (1995)

## Bibliográfia
- Simon Géza Gábor: Mindhalálig gitár - Zoller Attila élete és művészete. Budapest. 2002. ISBN 963-204-716-8
- Géza Gábor Simon: Immens gut. Attila Zoller. Sein Leben und seine Kunst. Budapest, 2003. ISBN 963-206-928-5
- Heinz Protzer: Attila Zoller. Sein Leben, seine Zeit, seine Musik. Erftstadt 2009. ISBN 978-3-00-026568-6
- Géza Gábor Simon: Guitar Forever - Attila Zoller Discography, Budapest 2011